# Lijst van vlaggen van Peru
Dit is een lijst van vlaggen van Peru.

## Nationale vlag (perFIAV-codering)
|          | Civiele vlag | Staatsvlag | Oorlogsvlag |
| -------- | ------------ | ---------- | ----------- |
| Te land  | · ?          | · ?        | · ?         |
| Te water | · ?          | · ?        | · ?         |

## Militaire vlaggen
De oorlogsvlag is reeds in de eerste tabel te vinden.
| Vlag | Periode | Functie                       | Beschrijving                                                                     |
| ---- | ------- | ----------------------------- | -------------------------------------------------------------------------------- |
|      |         | Geus van de Peruaanse marine. | Een vierkante witte vlag met een rode rand en in het midden het Escudo de Armas. |

## Vlaggen van politieke partijen
| Vlag | Periode | Functie                                                                    | Beschrijving                                                   |
| ---- | ------- | -------------------------------------------------------------------------- | -------------------------------------------------------------- |
|      |         | Vlag van de Alianza Popular Revolucionaria Americana, APRA.                | Een rode vlag met een witte ster waarin de letters APRA staan. |
|      |         | Vlag van de Communistische Partij van Peru, beter bekend als Lichtend Pad. | Een gele hamer en sikkel linksboven in een rode vlag.          |
|      |         | Vlag van de Revolutionaire Beweging Tupac Amaru (MRTA).                    |                                                                |